# Karel Hrubý
Karel Hrubý (* 30. September 1910 in Prag; † 10. Dezember 1962 in Jihlava) war ein tschechischer Universitätsprofessor, Genetiker, Naturforscher, Botaniker und Entomologe/Lepidopterologe. Er ist Autor von Forschungen zum Vorkommen neuer Schmetterlingsarten in der Slowakei, bekannt ist er jedoch vor allem für sein gigantisches und bis heute unübertroffenes Werk „Prodromus lepidoptera Slovenska“ aus dem Jahr 1964.

## Leben
Hrubý wurde in Prag geboren. Er war bereits als Kind Waise. Seine Mutter starb, als er 14 Jahre alt war, und sein Vater starb ein Jahr später. Nach Abschluss der Grundschule studierte er am Prager Realgymnasium in der Křemencov-Straße. Nach der Immatrikulation besuchte er die Fakultät für Naturwissenschaften der Karls-Universität in Prag, wo er am 30. Juni 1933 erfolgreich seinen Abschluss machte. 1937 wurde er außerordentlicher Professor für Genetik und absolvierte zwischen 1938 und 1939 ein Berufspraktikum an der John Innes Horticultural Institution in England. Während der Besetzung der Tschechoslowakei, nach der Schließung der tschechischen Universitäten im Jahr 1939, arbeitete er als Gymnasialprofessor in Prag und Dvůr Králové nad Labem, später auch als Fabrikarbeiter. Als der Unterricht in Genetik verboten wurde und er aus seinem Institut und seiner Universität geworfen wurde, nahmen ihn seine slowakischen Kollegen auf und boten ihm eine Stelle im Arboretum in Mlyňany an. Dadurch gelangte er zu einem Werk, das er sonst nicht hätte schreiben können, dem bereits erwähnten Prodromus lepidoptera aus der Slowakei.
Nach dem Ende der Besatzung im Jahr 1945 wurde er mit dem Aufbau der Genetikabteilung der Naturwissenschaftlichen Fakultät der Karls-Universität in Prag beauftragt. 1946 wurde er zum Professor ernannt und sein Arbeitsplatz, den er bis zu seinem frühen Tod leitete, wurde zum Ausbildungszentrum für die Nachkriegsgeneration tschechoslowakischer Genetiker. Die wissenschaftliche Tätigkeit Hrubýs war umfangreich und umfasste eine Reihe interdisziplinärer Bereiche. Er beschäftigte sich mit Genetik und Zytologie, wobei die Ergebnisse seiner Arbeit in mehreren Bereichen Anwendung fanden, vor allem aber in der Genetik und Nutzpflanzenzüchtung. Hrubý befasste sich auch in erheblichem Maße mit der Vererbung bei Tieren und auch mit der Frage der menschlichen Genetik. In seinem Studium der Variabilität wandte er sein Augenmerk der Entomologie zu. In seinem 1941 erschienenen Artikel „The Variability of Living Beings in Relation to Development“ nennt er als eines der auffälligsten Beispiele für Variabilität das Muster und die Färbung der Flügel des Bärenschmetterlings (Arctis caja, Linnaeus, 1758).
Zunächst verfasste er populärwissenschaftliche Artikel über seine eigenen lepidopterologischen Beobachtungen. Seit 1951 ist die Arbeit wissenschaftlich und nutzt neue Erkenntnisse über die Variabilität, Bionomik und Zoogeographie der Schmetterlingsordnung (Lepidoptera). Er widmete vor allem der Erforschung der Schmetterlinge der Tschechoslowakei große Aufmerksamkeit. In Böhmen konzentrierte er sich auf die Region Královédvorsk und auf das Gebiet der Slowakei, hauptsächlich auf das Gebiet des Mlyňa-Arboretums, wo er das Vorkommen von 1106 Schmetterlingsarten feststellte, deren Ergebnisse er in seinen beiden Werken veröffentlichte. Bereits diese hohe Artenzahl machte auf die enorme Artenvielfalt des untersuchten Gebietes aufmerksam, deutete andererseits aber auch auf eine sehr detaillierte und gründlich durchgeführte systematische Erfassung dieses Gebietes durch den Autor hin. Auf der Grundlage seiner langjährigen, intensiven Forschung über die Schmetterlinge der Slowakei kommt Hrubý zu dem Schluss, dass weitere Arbeiten in der tschechischen Lepidopterologie ohne eine umfassende Auswertung aller bisherigen Erkenntnisse über die Schmetterlingsfauna der Slowakei nicht möglich sind. Deshalb begann er mit der Vorbereitung seines wichtigsten Werks „Prodromus lepidoptera Slovenska“, im vollen Bewusstsein der Schwierigkeit und des enormen Umfangs dieses Werks, das für die slowakische Entomologie immer noch von großer Bedeutung ist. „Prodromus Lepidoptera Slowakei“ wurde in der Folgezeit mehrfach ergänzt, blieb aber in seinem Umfang und seiner Bedeutung für die Lepidopterologie dennoch unübertroffen.
Karel Hrubý war auch ein wichtiges und sehr aktives Mitglied der Tschechoslowakischen Entomologischen Gesellschaft. Er war allen Lepidopterologen, die ihn um Hilfe baten, sowohl in fachlichen Systematikfragen als auch bei der Bestimmung entomologischen Materials ein sehr freundlicher Ratgeber. Dank seiner Arbeit und entomologischen Aktivitäten interessierten sich viele Sammler für die bis dahin vernachlässigte Gruppe der sogenannten Kleinen Schmetterlinge (Microlepidoptera).
Karel Hrubý starb am 10. Dezember 1962 bei einem Autounfall in Jihlava. Seine Insektensammlung wird größtenteils im Slowakischen Nationalmuseum in Bratislava aufbewahrt. Es enthält Sammlungsmaterial von Schmetterlingen aus dem Gebiet der Slowakei und Ostböhmens im Umfang von etwa 17.714 Stück.

## Schriften (Auswahl)
- Chromosomální chimaery a mixoploidie. = Les chimères chromosomiques et la mixoploidie (= Spisy vydávané přírodovědeckou fakultou Karlovy university. = Publications de la Faculté des Sciences de l’Université Charles. Nummer 119, ZDB-ID 975477-5). Přírodovědecká fakulta, Prag 1932.
- Some new Salvia Species Hybrids, their description and analysis. In: Studies from the Plant Physiological Laboratory of Charles University Prague. Band 5, 1935, ISSN 0232-0584, S. 1–73.
- Tvoříme s přírodou. Praktická genetika (= Živá věda. 13, ZDB-ID 2281970-8). Čin, Prag 1943.
- Základy mikroskopické techniky. Určeno pro posluchače biologické fak. SPN, Prag 1952.
- Motýlí fauna Mlyňanskéhe Arboreta (= Biologické práce. 2,3 und 4,1, ISSN 0037-6930). 2 Bände. Vydavatel’stvo Slovenskej Akadémie Vied, Bratislava 1958.
- Prodromus Lepidopter Slovenska. = Prodromus lepidopterorum Slovaciae. Vydavatel’stvo Slovenskej Akadémie Vied, Bratislava 1964.